# مغز بیلیون دلاری
مغز بیلیون دلاری (انگلیسی: Billion Dollar Brain) فیلمی بریتانیایی در سبک جاسوسی به کارگردانی کن راسل است که در سال ۱۹۶۷ منتشر شد.

## موضوع فیلم
یک جاسوس سابق بریتانیا به صورت اتفاقی با یک ابر کامپیوتر وارد توطئه‌ای ناخواسته علیه کمونیسم می‌شود...

## بازیگران
- مایکل کین
- کارل مالدن
- اد بگلی
- اسکار هومولکا
- دونالد ساترلند
- گرگ پالمر
- اوکه لیندمان
- مایلو اسپربر